# アンリ・シャラン
アンリ・シャラン（仏: Henri Challan、1910年12月12日 - 1977年2月18日）は、フランスのアニエール＝シュル＝セーヌ出身の作曲家、音楽教育家、音楽理論家である。
パリ国立高等音楽院においてジャン・ギャロンとアンリ・ビュッセルに師事し、1936年には母校の和声の教授に任命された。同年、彼はローマ大賞で、第1位、第2位の両方を受賞した。卒業後、パリ国立高等音楽院の教員を長年務めた。
彼の有名な弟子には、日本の作曲家、矢代秋雄、三善晃などがいる。
また、彼の双子の弟ルネ・シャラン（1910年 - 1978年）も作曲家であった。

## 主要な作品
- ヴァイオリンとピアノのためのソナタ（1936年）
- バスーンとピアノのための組曲（1937年）
- 弦楽四重奏曲
- バスーンと弦楽四重奏のための五重奏曲
- 交響曲（1942年）
- 管弦楽のためのスケルツォ
- 管弦楽のための《反射》
- ヴァイオリン協奏曲（1942年）
- トランペットとピアノのための変奏曲（1959年）
- ヴィオラとピアノのための二部作（1961年）
- チェロとピアノのための《バラード》（1965年）
- ホルンとピアノのための変奏曲（1967年）
- テューバ（またはバス・サクソルン）とピアノのための《間奏曲》（1970年）
- コントラバスとピアノのための《反射》（1972年）
- チェロとピアノのためのロマン的変奏曲（1974年）

## 主要な著書
- 380の和声課題集
- 24の和声課題集